# Jutta Menschik
Jutta Klara Elisabeth Menschik-Bendele (* 11. April 1944 in Obernigk, Landkreis Trebnitz, Provinz Schlesien) ist eine deutsch-österreichische, überwiegend in Österreich tätige Psychologin  und Psychoanalytikerin. Sie ist emeritierte ordentliche Professorin für Klinische Psychologie und Psychotherapie der Alpen-Adria-Universität Klagenfurt und praktizierende Psychotherapeutin.

## Leben
Jutta Menschik studierte Politologie und Psychologie an der Freien Universität Berlin und schloss in beiden Fächern mit dem Diplom ab. Von 1971 bis 1984 war sie Assistentin und Assistenzprofessorin am Institut für Psychologie der Freien Universität Berlin. Sie promovierte 1976 und habilitierte sich 1978 für das Fach Psychologie. 1984 wurde sie an die Alpen-Adria-Universität Klagenfurt berufen, wo sie einen Lehrstuhl für Klinische Psychologie und Psychotherapie innehatte. Sie war ebendort von Mai 2006 bis März 2010 Vizerektorin für Forschung. Im Oktober 2012 wurde sie emeritiert.
Menschik hat eine psychotherapeutische Praxis für Psychoanalyse, Paar- und Familientherapie. Darüber hinaus ist sie als Lehranalytikerin für Einzel- und Gruppenpsychoanalyse, als Lehrtherapeutin für Systemische Familientherapie, Supervision und Coaching, sowie als Gruppenleiterin bei den Workshops der Internationalen Arbeitsgemeinschaft für Gruppenanalyse in Altaussee tätig.
Sie ist mit dem Journalisten Jochen Bendele verheiratet und hat zwei Töchter.

## Auszeichnungen
- 2006: 1. Preis bei der Prämierung Innovativer Lehre der Alpen-Adria Universität Klagenfurt
- 2009: Großes Silbernes Ehrenzeichen für Verdienste um die Republik Österreich[3]
- 2014: Großes Goldenes Ehrenzeichen des Landes Kärnten

## Publikationen (Auswahl)
Als Autorin:
- Gleichberechtigung oder Emanzipation? Die Frau im Erwerbsleben der Bundesrepublik. Fischer Taschenbuch Verlag, Frankfurt am Main 1971, ISBN 3-436-01442-7.
- mit Evelyn Leopold: Gretchens rote Schwestern: Frauen in der DDR. Fischer Taschenbuch Verlag, Frankfurt am Main 1974, ISBN 3-436-01746-9.
- Feminismus. Geschichte, Theorie, Praxis. Pahl-Rugenstein, Köln 1977, ISBN 3-7609-0288-X.
- Beziehungsprobleme im Schulalltag: Ein Dialog zwischen Pädagogik und Psychoanalyse. 2 Bände. Klett, Stuttgart 1994, ISBN 3-12-928068-5, ISBN 3-12-928069-3.
- mit Klaus Ottomeyer: Sozialpsychologie des Rechtsextremismus. Entstehung und Veränderung eines Syndroms.  Leske und Budrich, Opladen 1998, ISBN 3-8100-1999-2; 2., revidierte Auflage 2002, ISBN 3-8100-3412-6.
- mit Klaus Michael Ratheiser, Ewald E. Krainz und Michael Burger: Burnout und Prävention. Ein Lesebuch für Ärzte, Pfleger und Therapeuten. Springer, Berlin 2011, ISBN 978-3-211-88895-7.

Als Herausgeberin:
- Grundlagentexte zur Emanzipation der Frau. Pahl-Rugenstein, Köln 1976, ISBN 3-7609-0195-6.
- Ein Stück von mir: Mütter erzählen. Fischer Taschenbuch Verlag, Frankfurt am Main 1985, ISBN 3-596-23756-4.
- Wissen schaffen: Die Forschung an der Alpen-Adria-Universität Klagenfurt. Facultas.wuv, Wien 2010, ISBN 978-3-7089-0550-1.
- Zeitweilig Mitherausgeberin der Blätter für deutsche und internationale Politik